# ТЕС Дуйсбург-Вангейм

ТЕС Дуйсбург-Вангейм (також Heizkraftwerk III) — теплова електростанція в Німеччини у федеральній землі Північний Рейн — Вестфалія.
Станом на початок 2000-х років на площадці Дуйсбург-Вангейм працювала ТЕЦ на природному газі у складі парової турбіни 140 МВт та додаткової газової турбіни потужністю 40 МВт. В ході модернізації станції стару парову турбіну вивели з експлуатації, натомість у 2003—2005 роках спорудили новий парогазовий блок комбінованого циклу (блок HKW3В) у складі двох газових турбін General Electric Frame 6FA по 70 МВт кожна та парової турбіни Siemens. Загальна потужність цього об'єкта становить 230 МВт.
Станом на 2014 рік власник станції компанія Stadtwerke Duisburg рахувала її електричну потужність як 279 МВт при тепловій у 155 МВт.